# From Demos to Demons
From Demos to Demons är ett samlingsalbum av det svenska rockbandet Backyard Babies, utgivet 2002. Det innehåller bandets demos från 1987 till 1992, inklusive sådant som spelades in under tidigare bandnamnet Tyrant, och med originalsångaren Tobbe (Tobias Fischer).

## Låtlista

### Skiva ett
1. "I Love You So" - 4:11
2. "Murder" - 2:28
3. "Explane" - 1:40
4. "Down Down Down" - 2:53
5. "Suffer Hard" - 3:16
6. "Darkness" - 3:01
7. "Open Your Eyes" - 2:10
8. "Warriors of Glory" - 2:26
9. "Party Pussy" - 4:25
10. "No More School" - 0:58
11. "Downtown" - 3:33
12. "Bad Boys" - 3:40
13. "Firing Guns" - 3:17
14. "Kickin' Up Dust" - 4:30
15. "All Too Much" - 4:19
16. "Lies" - 7:29

### Skiva två
1. "Something to Swallow" - 4:42
2. "Strange Kind of Attitude" - 5:04
3. "Juicy Lucy" - 4:37
4. "Like a Child" - 6:31
5. "Gods Favourite" - 5:22
6. "Should I Be Damned" - 4:20
7. "Bite & Chew" - 5:06
8. "Dogtown" - 3:21
9. "Lies" - 4:45
10. "S.T.M.M.F. #6" - 1:54
11. "Bad to the Bone" - 3:11
12. "Love" - 3:54
13. "Wild Dog" - 3:29
14. "Heaven in Hell" - 4:58
15. "Diesel & Power" - 4:55
16. "Lonely X-Mas" - 4:01
17. "Electric Suzy" - 3:13